# Hof (zámek)
Zámek Hof je největší zámek na Moravském poli. Nachází se v osadě Schloßhof (městyse Engelhartstetten) v okrese Gänserndorf v rakouské spolkové zemi Dolní Rakousy. Je postaven na terase nad řekou Moravou u hranic Slovenska.

## Historie

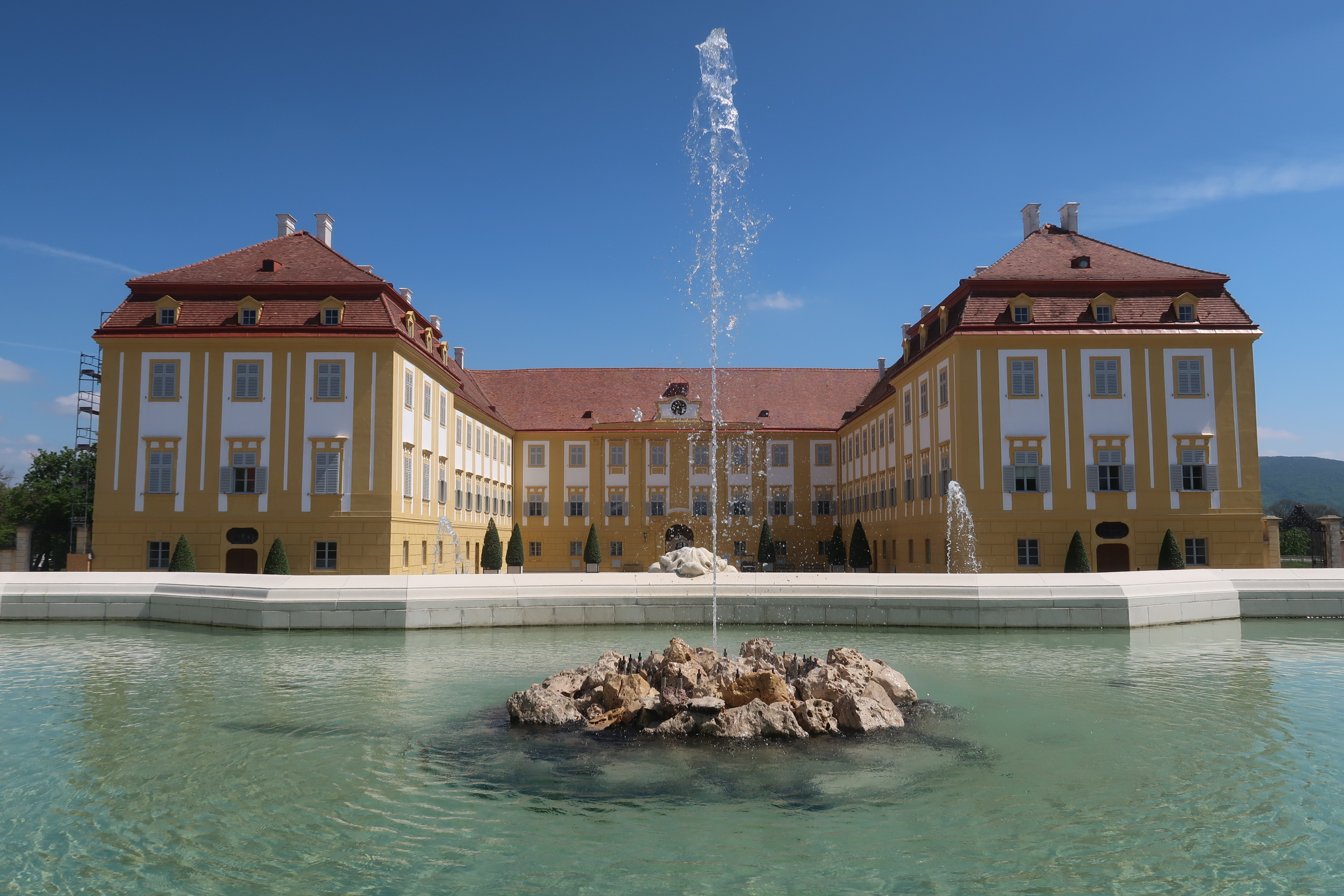
Pohled na zámek z první terasy

Ve 12. a 13. století je uváděna jako „Pevnost Hof“ v majetku zámku Eckartsau. Až do roku 1507 platilo privilegium ochrany brodu přes řeku Moravu v majetku šlechtického rodu Pollheimů. V polovině 16. století získal usedlost „Eustachius Pranckh von Rickersdorfu“. Z důvodů povodňových škod postavil jeho syn „Friedrich von Pranckhu“ v roce 1620 hrad na „Hofbergu“.
Princ Evžen Savojský (1663–1736) v roce 1725 získal hrad a tržiště Hof. Hrad nechal podstatně přestavět Johannem Lucasem z Hildebrandtu (1668–1745), rozšířit a vytvořit k užívání jako letní zámek. Jako zámek Belvedere ve Vídni získal také možnost velkých dodávek z Kaisersteinbruchu, pod vedením kamenického mistra Eliase Hügela (1681–1755), kamenické výrobky zejména na vnitřní vybavení budovy, ale hlavně na založení zahrady.
Dědičkou po princi Evženovi Savojském byla jeho neteř Anna Viktorie Savojská (1683–1755), která průběhem doby majetek pozbyla. Dalším majitelem se stal Josef Fridrich ze Sachsen-Hildburghausenu. Od něho získala majetek v roce 1755 císařovna Marie Terezie (1717–1780) a císař Josef II. (1741–1790) v roce 1772 provedl výstavbu patra.
V dubnu 1766 se v kapli zámku Hof vdávala arcivévodkyně Marie Kristýna Rakouská (1742–1798), oblíbená dcera Marie Terezie, za Alberta Kazimíra Sasko-Těšínského (1738–1822) z rodu Wettinů.
V době panování Františka Josefa I. (1830–1916) byl zámek využíván pro potřebu c. a k. armády jako sklad. Mobiliář byl uložen v různých místech ve Vídni.
Během druhé světové války zde byla dislokována německá armáda – Wehrmacht a po poválečném obsazení zase umístěna Rudá armáda.
Zámek Hof se po čase opět zaleskl mnohými originálními zařizovacími předměty, v té době přepychovými. V rámci příprav na „dolnorakouskou zemskou výstavu“ v roce 1986 byla provedena renovace. Tak se mnoho zařizovacích předmětů, které byly různě deponovány v Rakousku, nebo i v zahraničí, se vrátilo zpět do zámku. Další rozsáhlá renovace byla provedena v rámci příprav vrcholného setkání Evropské unie v roce 2006. V roce 2007 došlo k revitalizaci oranžérie ve dvoře a začátkem května byla otevřena. Také v dalších letech jsou prováděny obnovy a restaurování částí zámku, jakož i naplánovaná poslední část zahrady.

### Pravidelné výstavy
'Velký barokní festival: každé léto se tu koná „Velký barokní festival“. Starou dobu zde oživuje menuet i ohňostroj. Návštěvníci se tu mohou ukázat v barokním oděvu.

## Barokní zahrada

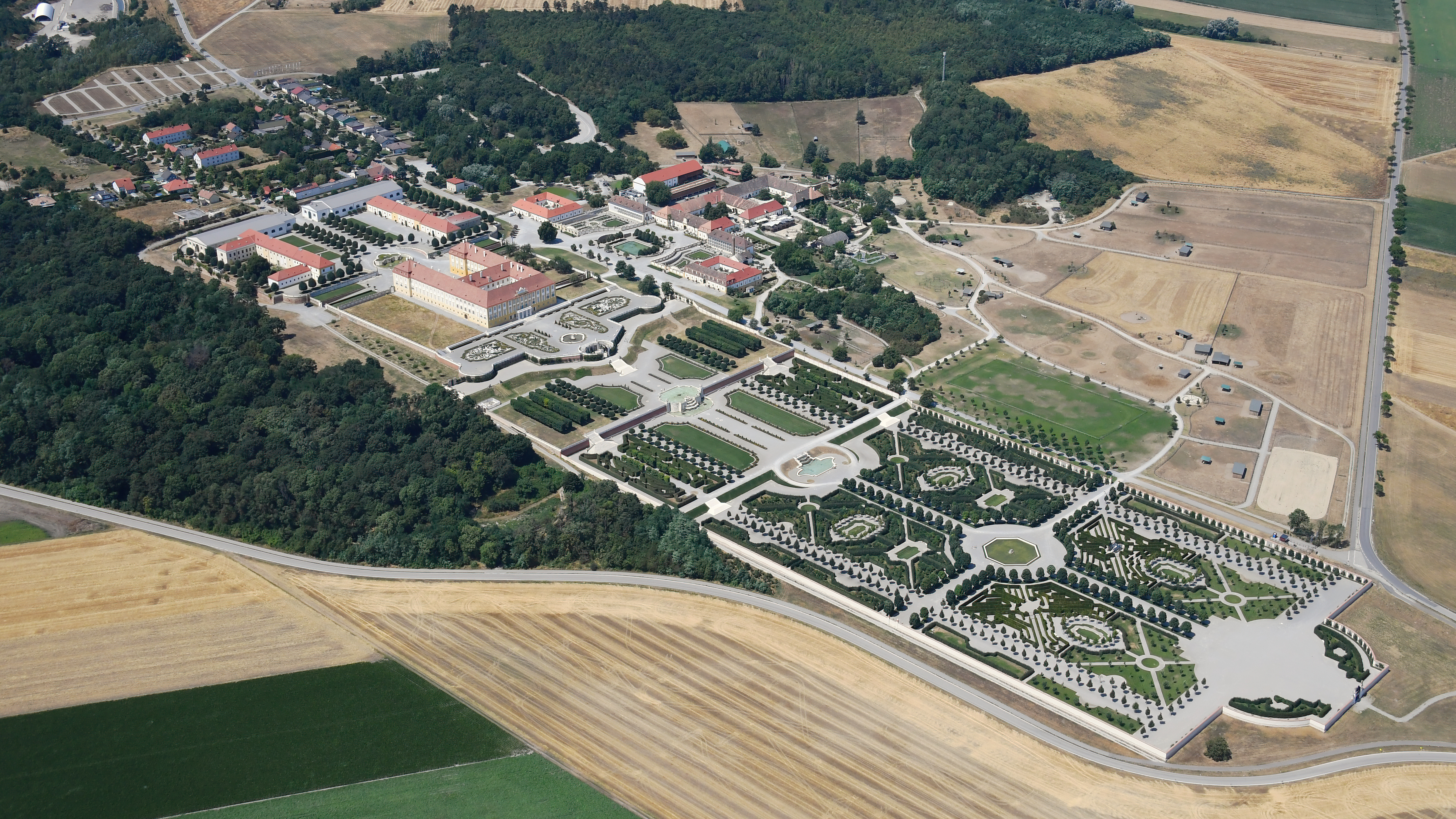
Letecký pohled na barokní zahradu

Na 50 hektarech velkém areálu je velká „barokní zahrada“ s mnoha pavilony, kašnami a sochami. Kámen z Kaisersteinbruchu je tady v nejrozmanitějších formách, jako jsou kamenné stupně velkých předložených schodišť ale i kámen pro sochaře, jako pro sfingy na podestě schodiště. Když se doveze císařský kámen z kamenolomu, pak se ještě osekává a zpracovává do podivuhodných tvarů. Lorenzo Mattielli (1687–1748) vyzkoušel tuto kvalitu již při fasádních reliéfech městského paláce prince Evžena.
Restaurovaly se plochy všech sedmi teras. Zahrada časem zpustla, proto byl ale v posledních letech rekonstruován dle starých plánů, historických nákresů a provedením velkoplošných archeologických průzkumů, u kterých se nalezly základy od Lukase z Hildebrandtu. Bylo to možné, protože se plány zahrad, dlouho nezvěstné, nalezly se v roce 2005 v Tyrolsku. Záhony jsou osázeny, pokud možno originálními rostlinami tehdejší doby. Jak z jara, tak i v létě se osazuje při zachovávání přesných podílů barev, jako kdysi.

### Popis zahrady
Barokní zahrada se skládá se sedmi teras, které mírně na východ klesají k řece Moravě. Od koho zahrada pochází, je zjištěno jednoznačně. Návrh sklonu teras je od Lucas von Hildebrandta a ztvárnění zahradních fontán se připisuje Dominique Girardovi (1680–1738). Provedení se vložilo do rukou zahradního inspektora Antona Zinnera a také i zemědělského inženýra Ludwiga Seibba. Jako zdroj pro ztvárnění poslouží malba zámku Hof Bernarda Bellotta (1722–1780), známého jako Canaletto, z doby kolem roku 1760. Strana čestného dvora a pohled od severu, všechno je ve sbírkách výtvarného umění umělecko historického muzea ve Vídni. Dále jsou známy čtyři plány zahrad:
- Windpässengerův obraz, vznikl kolem roku 1727, v obrazovém archivu Rakouské národní knihovny. Vypracoval Johann Georg Windpässinger a zobrazuje první tři terasy a statek. Pozoruhodný je detail zobrazení brodu v přízemí.
- Návrh Albertina z doby kolem roku 1775 v grafické sbírce muzea „Albertina ve Vídni“. Tento plán zobrazuje všech sedm teras. Ačkoliv ve druhé a třetí terase nezobrazuje žádné detaily, má pro další terasy: pátou, šestou i sedmou zvláštní význam.
- Grubrův plán z doby kolem roku 1825 je rovněž v grafické sbírce „Albertina“. Je do značné míry srovnatelný, zobrazuje však už redukci u nákladné třídílné části na páté terase.
- Zinnerův plán byl teprve v roce 2005 objevený v archivu v Innsbrucku a zobrazuje partii brodu a také pavilony třídílné páté terasy.

#### První terasa

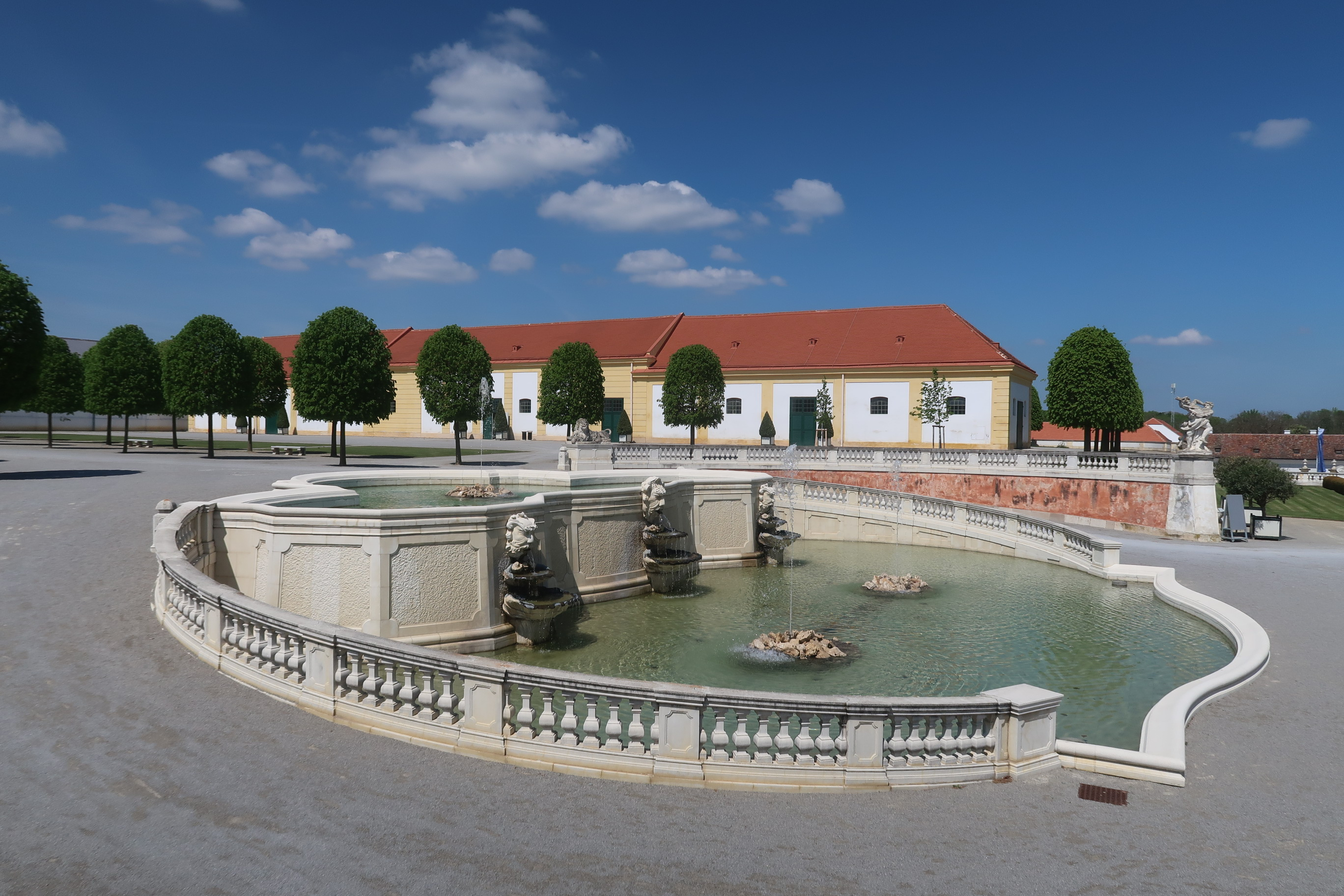
První terasa s Neptunovou fontánou

Stromořadí od zámku Niederweiden k hlavnímu vstupu a nádvoří zámku. Most přes vodní příkop se zdivem a úplně zmizelou bránu.
Stranou stojí dvě souběžné stavby stájí (1a). Na horním stupni terasy je „Neptunova kašna“ (1b), obraz strany čestného dvora od Canaletto. V 19. století býval zasypán a dvě postranní rampy zůstaly zachované. V průběhu prací na revitalizace zahrad byl v letech 2004–2006 odkrytý základ a obruba kašny podle originálního plánu rekonstrukce. Ozdoby postav, hlavně Neptunovy sochy zůstaly však ztraceny.

#### Druhá terasa
Nástavbou postranního křídla (2a) za Lucas von Hildebrandt u původního zámku vznikl čestný dvůr. Boční spodní podlaží (2b), vlevo i vpravo od zámku jsou nahrazeny loukami.

#### Třetí terasa
Tři schody (3a) vedou na třetí terasu. V roce 2004 byl asfalt již dožitý a začalo se s úpravou francouzské zahrady (3b). Na jaře 2005 bylo nejdříve osázeno patro podle předlohy. Barevné uspořádání vedle zelené barvy dřevěných obrub záhonků a pole trávníků je upraveno červenou cihelnou drtí, bílou mramorovou drtí a černými uhelnými úlomky. Střed terasy zkrášluje kašna s fontánou. (3c).

#### Čtvrtá terasa
V hlavní ose vedou dvě půlkruhové schodišťové ramena dolů na nejbližší terasu, ke které se vstupuje železnou kovanou bránou. Schody obklopují kašnu jeskyně (4a) se sochami bohů řek Dunaje a Moravy. Vysoké zdivo třetí terasy vede k postranní hradební věži, bylo původně z části zakryto kordonovými ovocnými stromy.

#### Pátá terasa

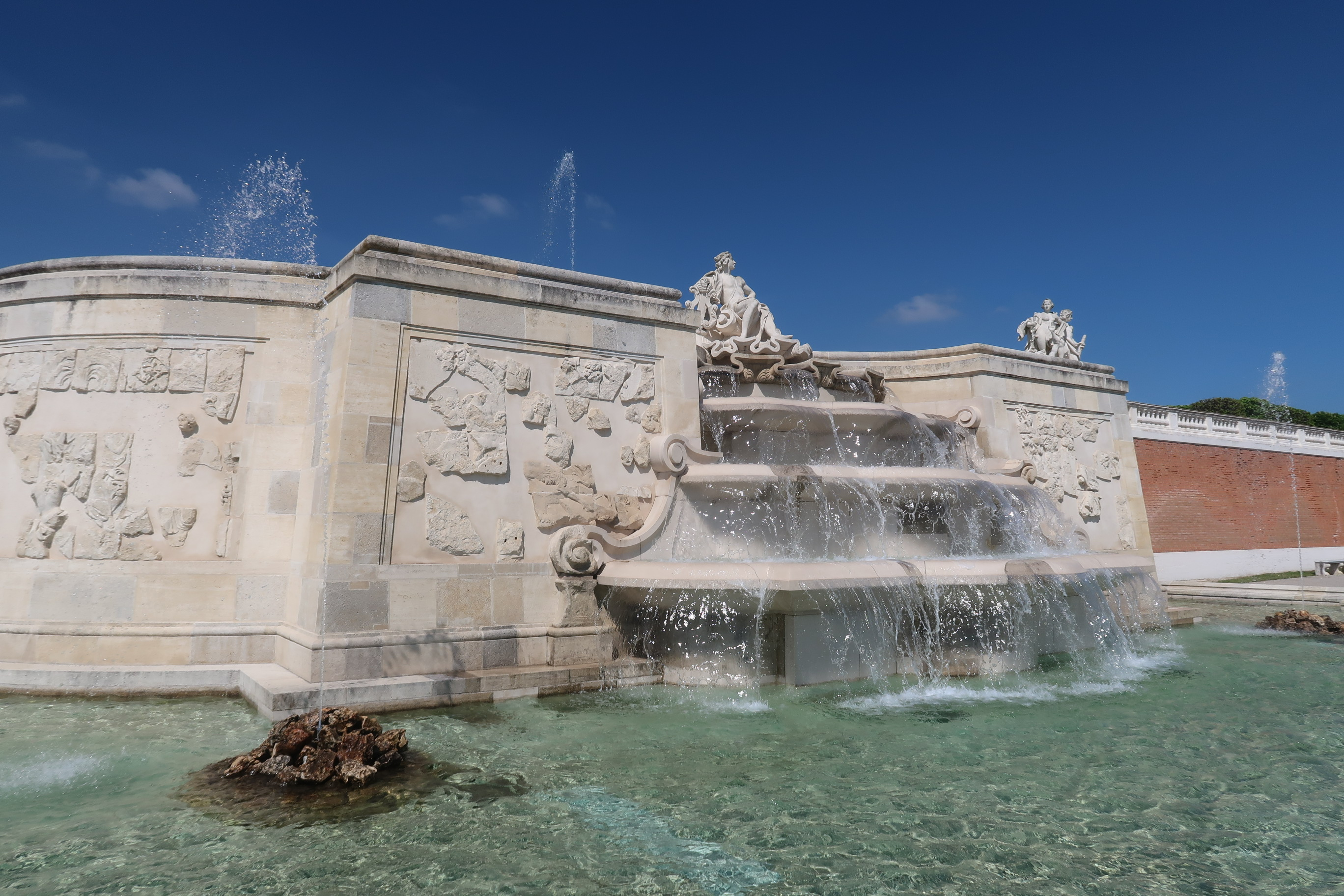
Velká kaskáda pod pátou terasou

Tři schody vedou na pátou terasu. Na širokém středním schodu (5a) jsou ještě dvě postranní sfingy. Na šnekovitém konci schodů jsou dvě vázy, které byly dříve v komorní zahradě zámku Schönbrunnu a v roce 2008 je nahradily. Od obou postranních schodů (5b) zůstane rampa a postavy figur „čtyř ročních období“ u nástupu na schodiště. Roku 1991 bylo po schválení spolkového památkového úřadu provedeno dno příkopu, jako základ cesty podle známých plánů. Nakonec byla znovu rozšířena humusová vrstva a započalo se s vysázením stromořadí. V roce 2005 byla terasa zase symetricky založena a existuje osázený pruh trávníku (5c), trávník v přízemí (5c), další trávník 5d) a orámovaný dřevěný záhonek květin a řezané stromořadí.

#### Šestá terasa
Ve střední části je velký kaskádový vodopád (6a). Dnes je horní nádrž naplněná štěrkem. Čtyři reliéfy, které zdobily holé zdi, zmizely. Voda prudce klesla přes pět pánví do spodní nádrže. Od zdobených figur je boční alegorie „prince Evžena politika“ (6b) a „prince Evžena válečníka“ (6c). Oba boční schody (6d), ozdoby figur, které tvoří skupinu čtyř světadílů, chybí. Světadíl Amerika a vodní prvek dnes nachází v horním zámku Belvedere. Terasa je od roku 2006 opět symetrická s přízemním trávníkem olemovaným květinami (6e), řezaná alej a řezaný živý plot.

#### Sedmá terasa
Díky malé kaskádě (7a) voda překonává úroveň sedmé terasy. Dnes jsou ještě patrné pozůstatky rampy. Zůstalo ještě zachované zdivo, pod ochrannou vrstvou zeminy před zvětráním. Podélná a příčná osa rozdělila terasu do čtyř polí. Na křížení je fontána (7b), propadlé dno bylo v roce 2007 obnovené. Původně tryskal vodotrysk z otevřené tlamy jezerní nestvůry, která byla ve vile Erhard v Bad Deutsch-Altenburgu uschována, ale v roce 2003 byla prodána do Francie. Přes moravskou bránou u dolního konce zahrady opouštíme zahradu. Kovářské výrobky pocházejí od George Oegga a Christiana Kremera. Pro zásobování vodou a činnost fontány byl v blízkém Groißenbrunnu zřízena nádrž.

## Statek

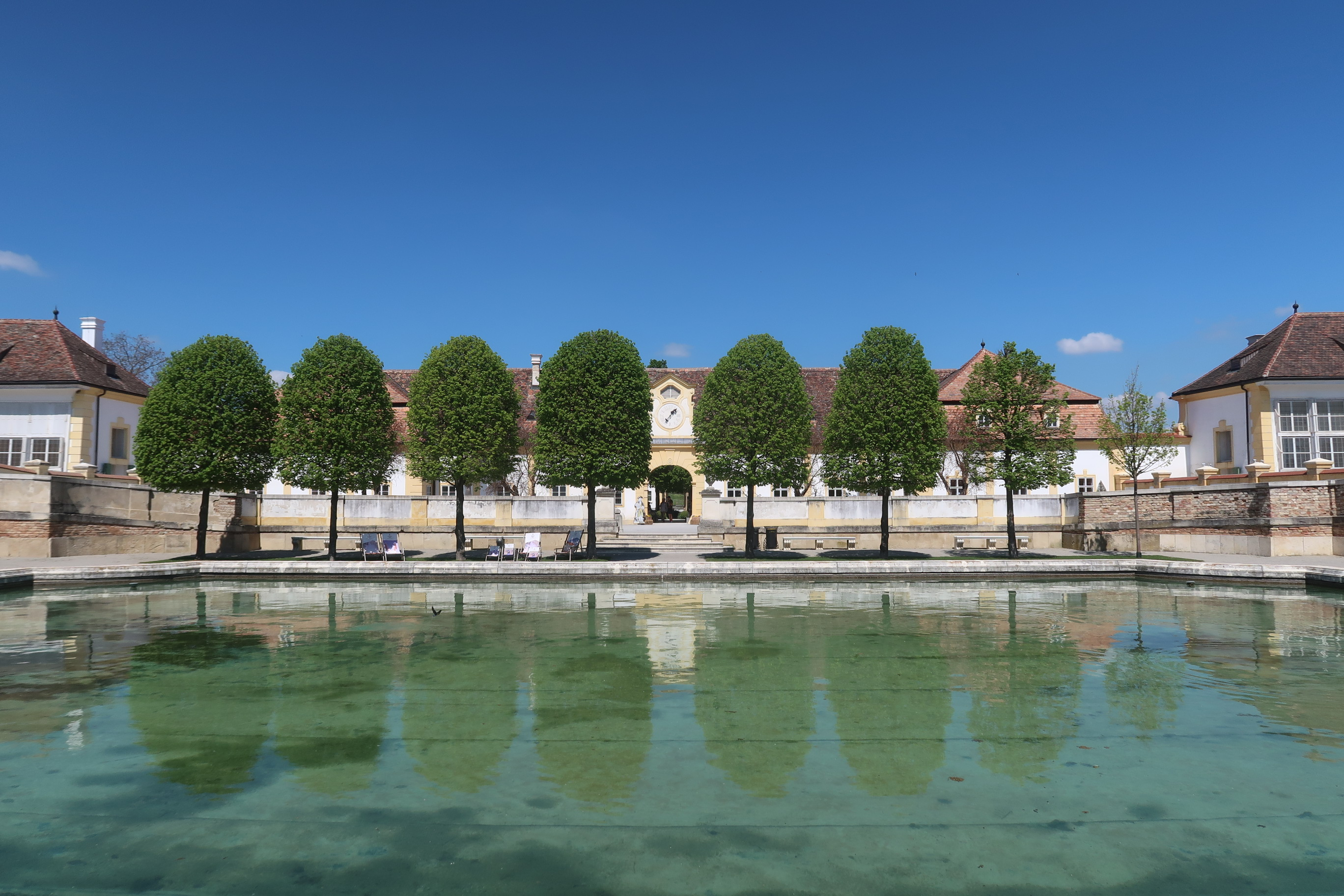
Jezírko před barokním statkem

Barokní statkový dvůr, jeden z největších zachovaných poplužních dvorů v Evropě, byl znovu opraven a je přístupný veřejnosti. Ve dvoře jsou zařízené bývalé dílny různých řemesel jako (soustružnictví, hrnčířství, košikářství, zahradnictví, palírna kořalky). Oranžérie se počítá mezi velké a nejstarší (1729–1730) barokní stavby tohoto typu v Evropě. K tomu má jedinečné zachované a funkční podzemní topení teplým vzduchem.
Mimo to se zde nacházejí dřívější plemena domácích zvířat ve chlévech a na pastvišti statku. Podíly na výchovných programech mají na vymírající plemena, jako dříve v době monarchii se vyskytující koně Nonius. Na pastvinách se pasou lipicáni, norický kůň, ovce a velbloudi a rakousko-uherský bílý osel.

## Most přes Moravu
Už od dob Marie Terezie existoval most přes Moravu. Poprvé v roce 1771 se postavil obloukový zděný most přes tok řeky. Přímá konstrukce mostu byla ze dřeva. Ten byl v roce 1809 při ledové zácpě odplavený. Za hraběte Pallfyho byl most obnovený v roce 1813. V roce 1866 byl během německých válek odstřelený. Po brzké výstavbě byl ale roku 1880 opět ledovou zácpou stržený a již se více nevybudoval. Potom ještě existoval přívoz. Mostní oblouky na rakouském břehu jsou ještě viditelné. V roce 2010 byl vybudován most pro jízdní kola kolem zámku, aby bylo možno vést cyklistickou stezku dále do Bratislavy. Otevřen byl v srpnu 2012.

## Galerie

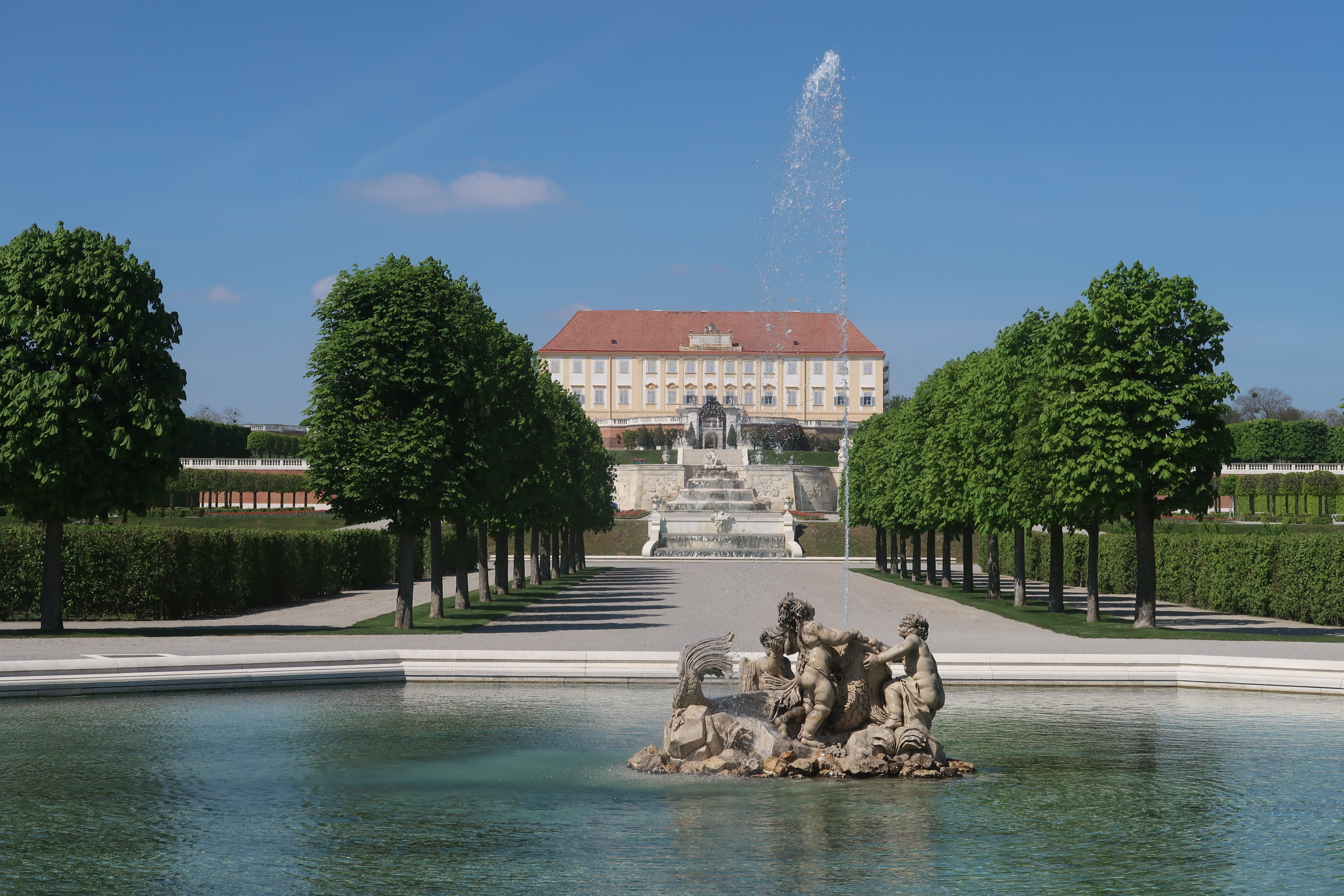
Oktagonální fontána na sedmé terase
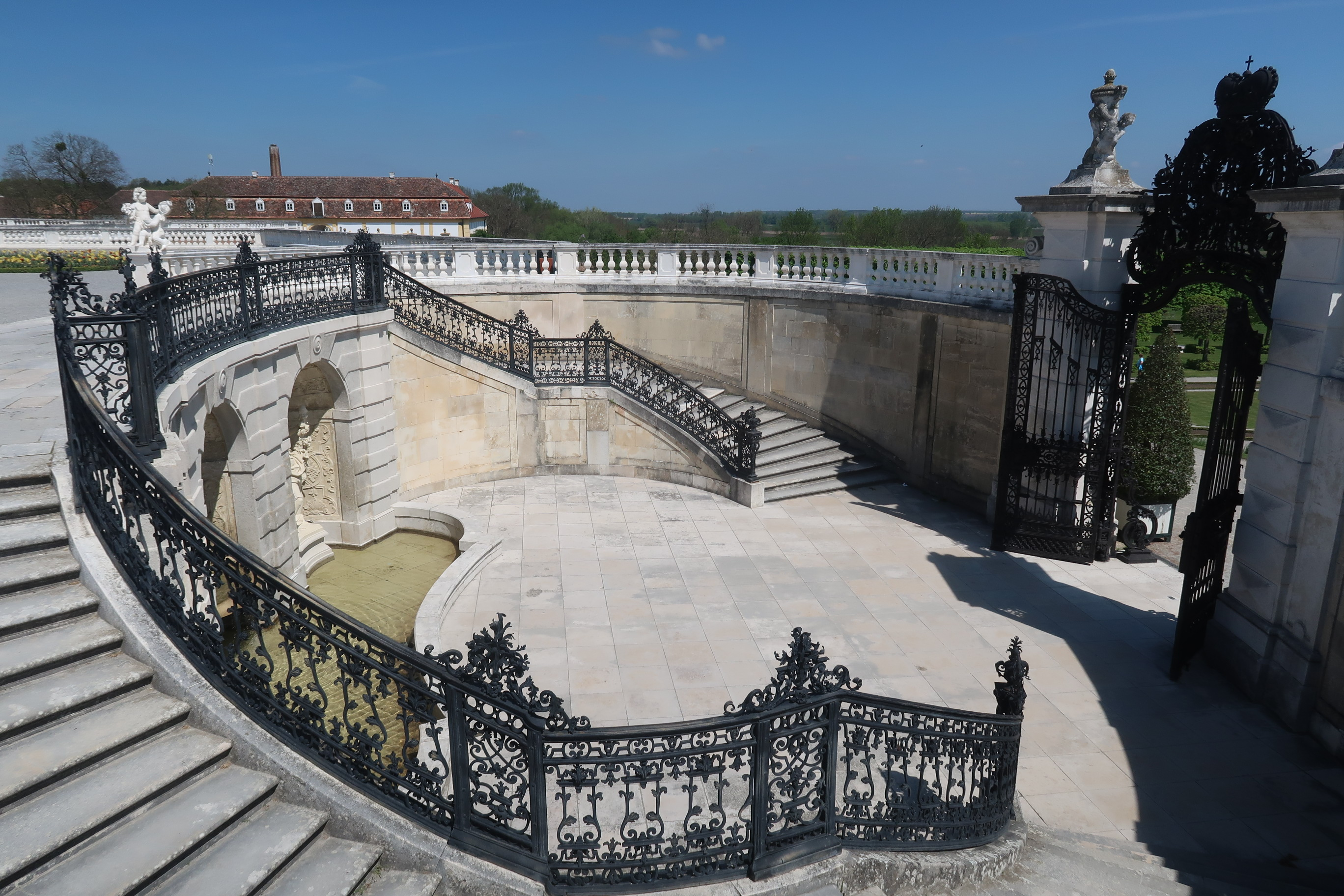
Čtvrtá terasa s umělou jeskyní
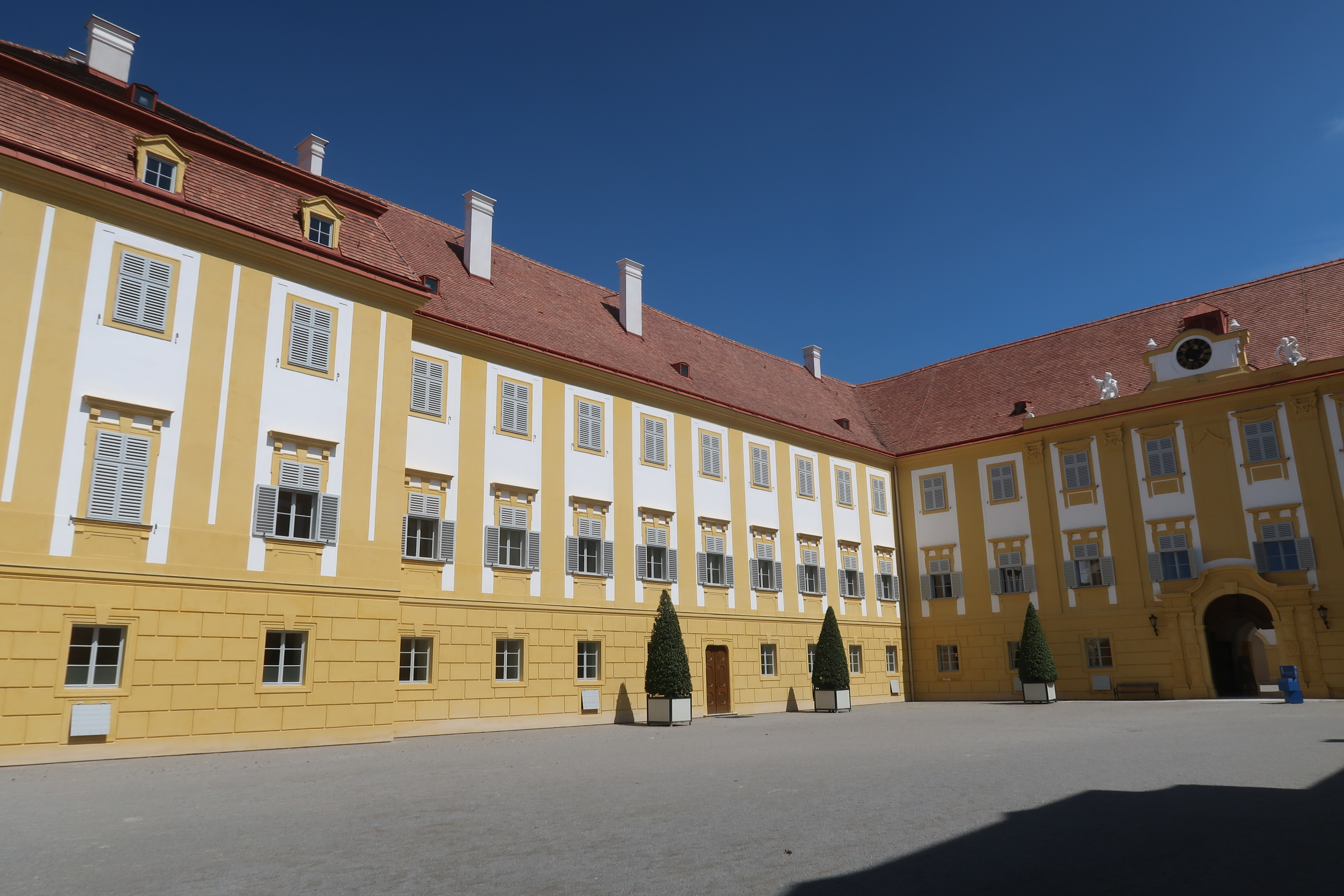
Nádvoří zámku
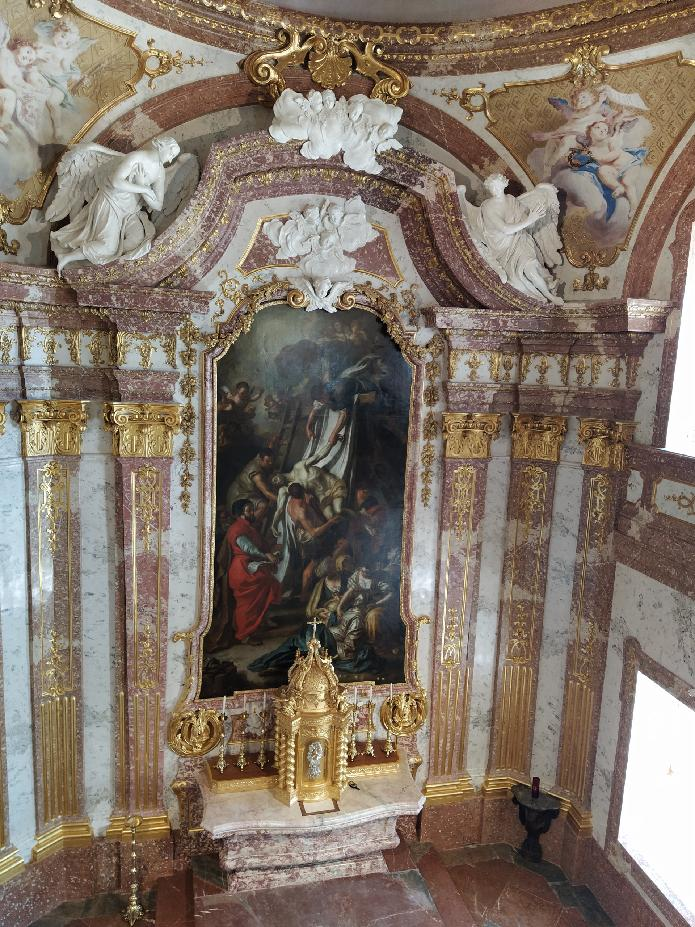
Zámecká kaple
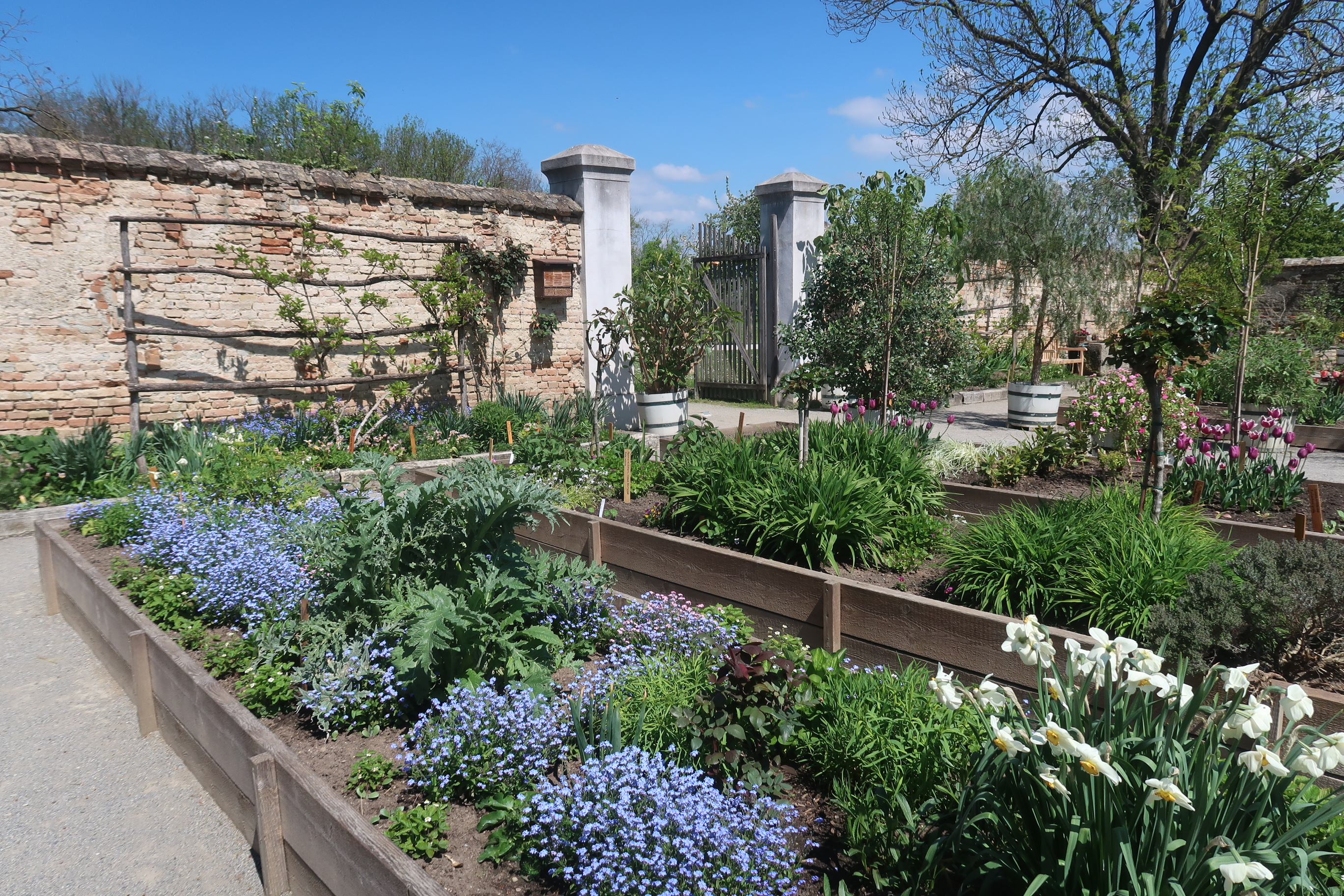
Bylinková zahrada u barokního statku
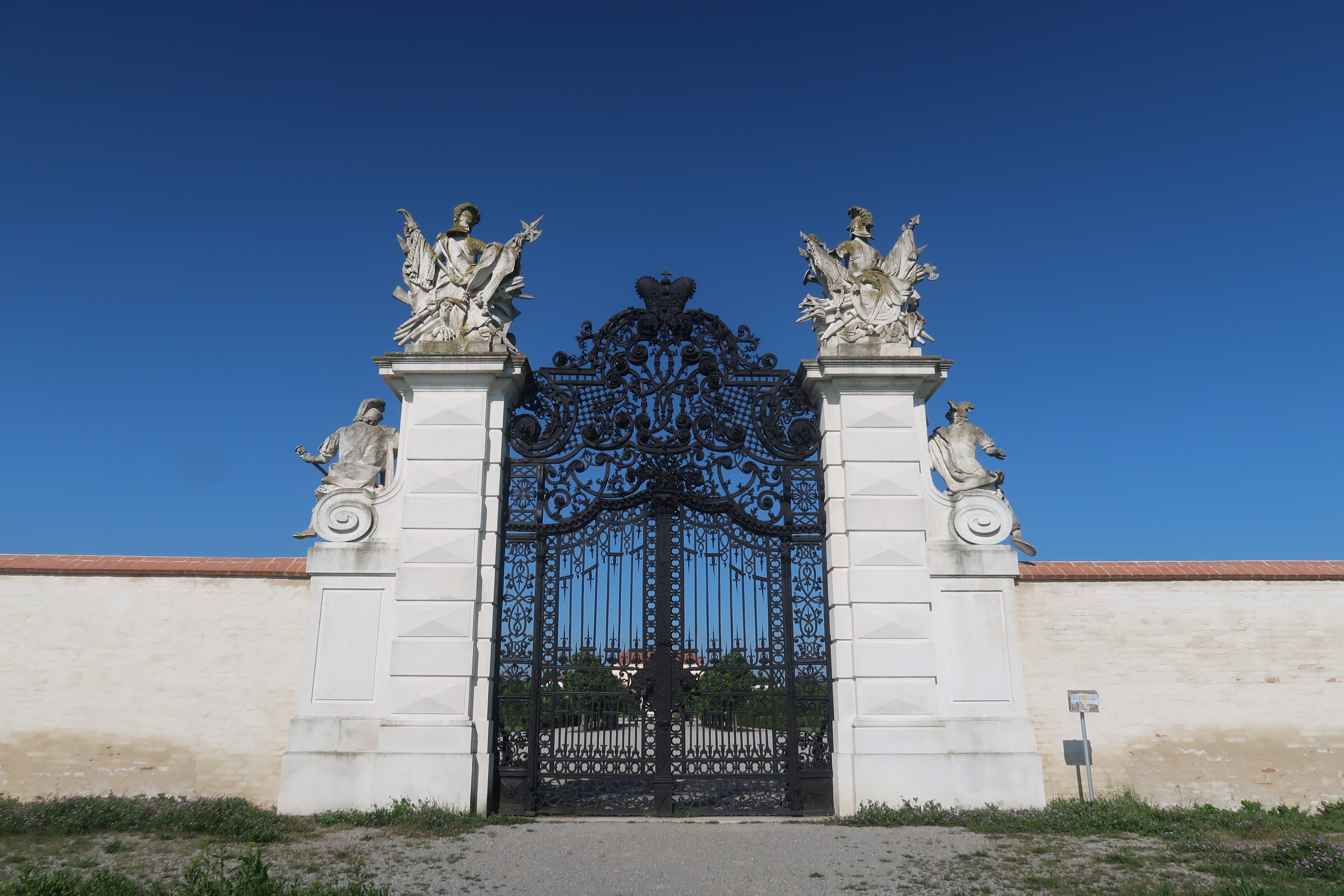
Východní brána
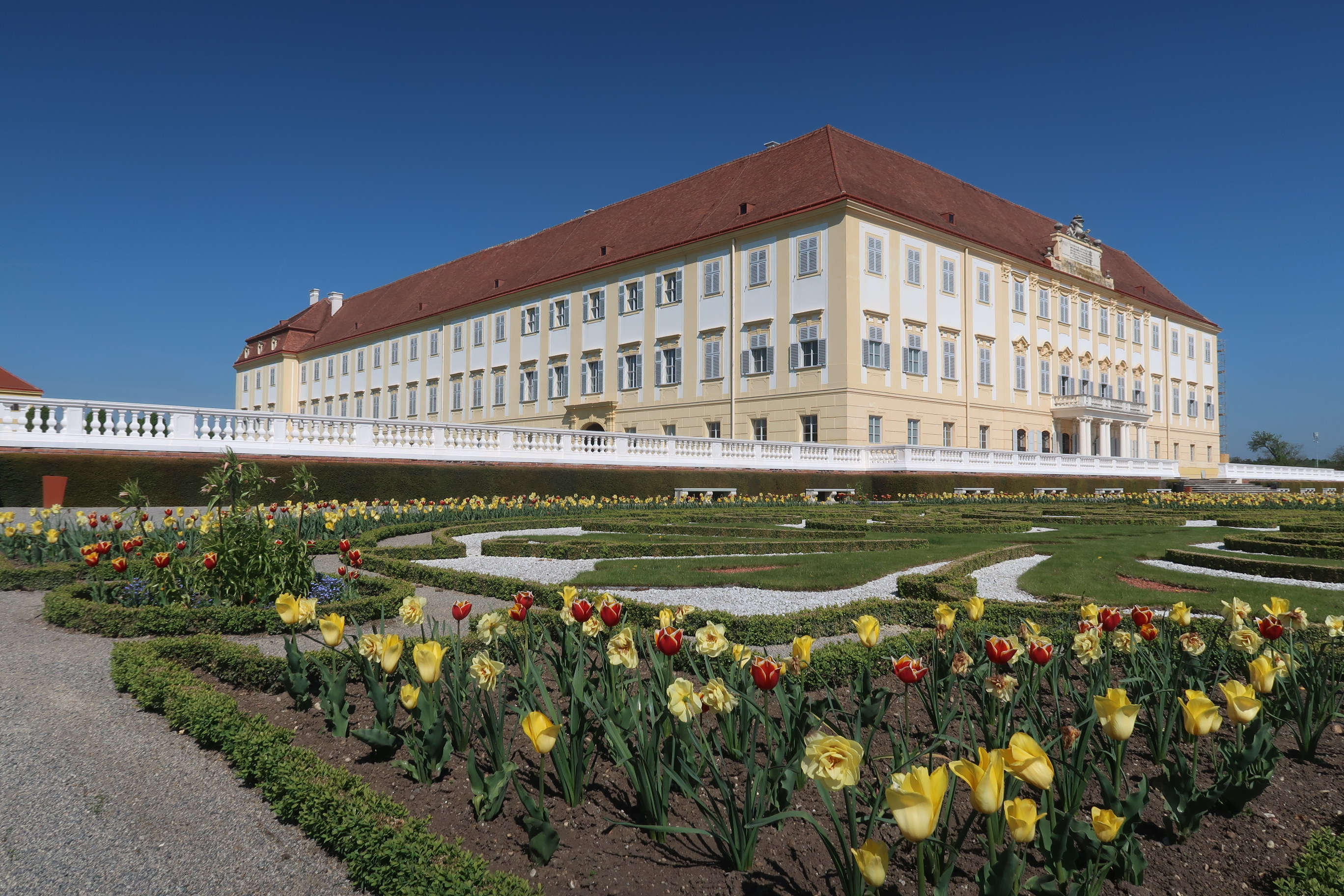
Pohled na zámek ze třetí terasy
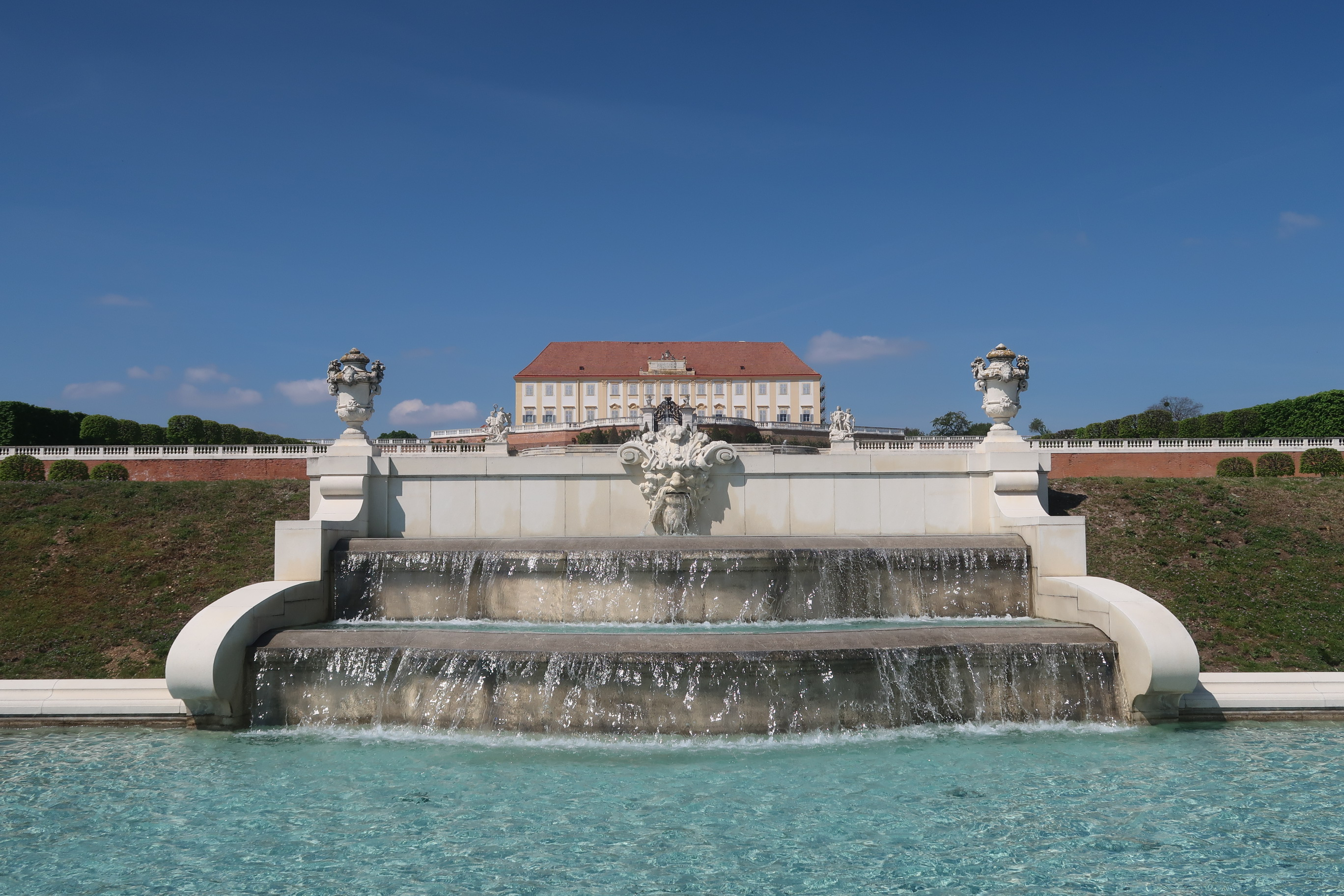
Malá kaskáda pod šestou terasou
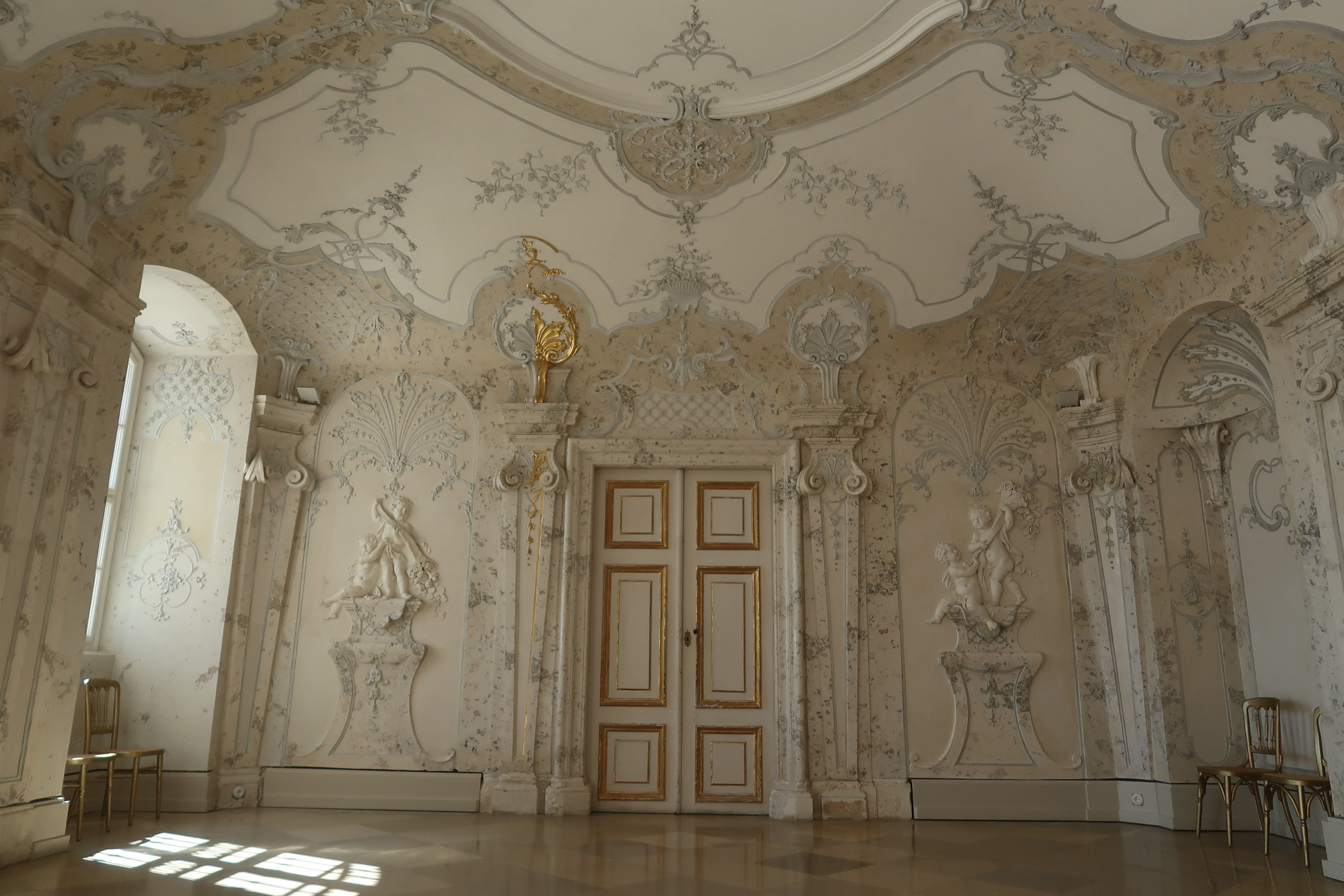
Sala terrena
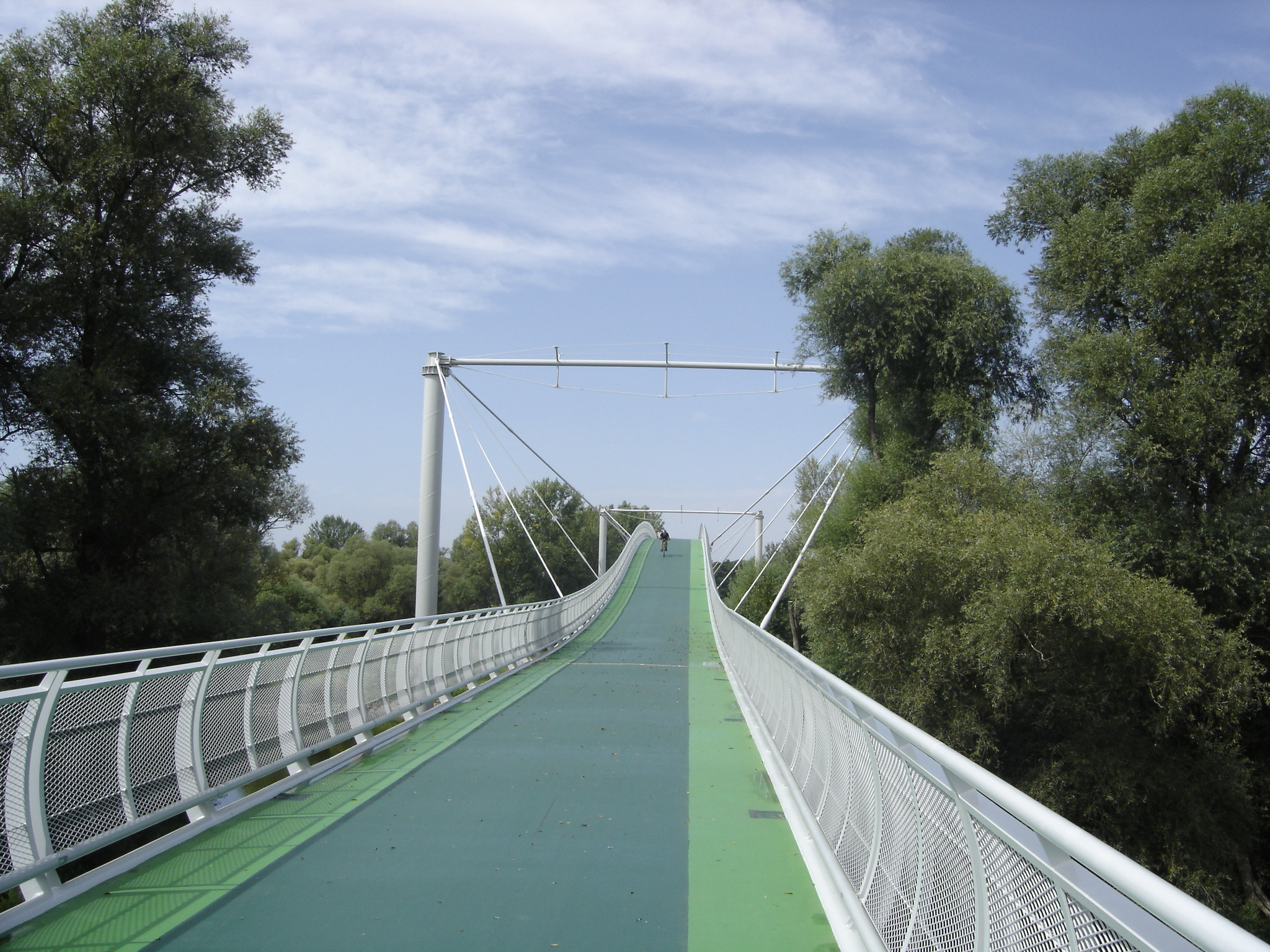
Most přes Moravu

## Správa
Administrativně je zámek, který je v držení Spolkového úřadu, je spravován společností „Marchfeldschlösser Revitalisierungs-Ges.m.b.H.“. Tato byla v letech 2002 až 2006 dceřinou společností zoologické zahrady. Od roku 2007 je společnost zase v přímém vlastnictví republiky. Budova sama spadá do kompetence spolkového hejtmanství.
Mezi zámky Moravského pole patří také Niederweiden a Eckartsau.